# Syndrom bílého nosu

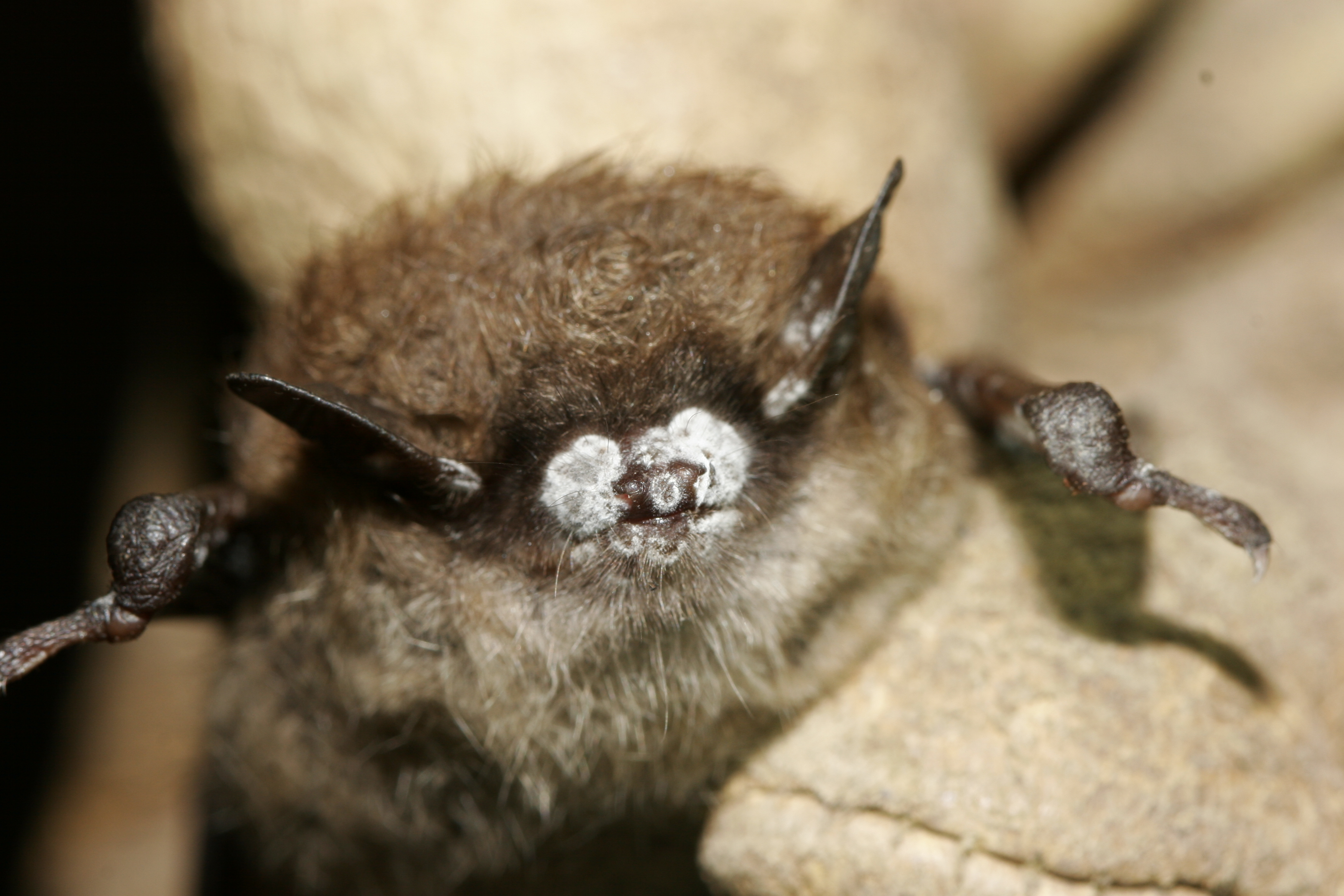
Netopýr hnědavý trpící syndromem bílého nosu

Syndrom bílého nosu (anglicky White-nose syndrome nebo WNS) je onemocnění způsobené bílou houbou Pseudogymnoacus destructans. Postihuje zimující netopýry, především ty, kteří zimují v Severní Americe. Syndrom bílého nosu je první epizootické onemocnění zdokumentované u netopýrů a je spojeno s vysokou úmrtností. Projevuje se růstem houby v nose, uších a membránách pokrývajících křídla, což často vede k předčasnému probuzení netopýra z hibernace a jeho případnému úhynu. Nakažení netopýři zažívají kaskádu fyziologických změn, které vedou ke ztrátě hmotnosti, dehydrataci, elektrolytové nerovnováze až k případné smrti. První detekce tohoto onemocnění byla v únoru 2006 v Howe Caverns poblíž Albany v New Yorku. V roce 2012 se odhadovalo, že na toto onemocnění zemřelo již 5,7–6,7 miliónů zimujících netopýrů, což znamenalo, že u některých kolonií došlo k poklesu až o 90 procent.

## Rozšíření
První masivní úhyn způsobený onemocněním byl hlášen v roce 2007, kdy v jeskynních lokalitách kousek od Albany zahynulo až 11 000 netopýrů, vykazujících známky plísňové infekce. Nemoc se následně rozšířila do Nové Anglie a později byla nalezena v jeskyních po celém Apalačském pohoří, včetně lokalit v New Brunswicku, Kanadě a na jihu USA v státech Tennessee, Jižní Karolína a Georgie. Infekce byla také zjištěna v Novém Skotsku, Ontariu a Quebecu a na západě, ve státech Wisconsin, Missouri a Arkansas.
Od zimy 2007–2008 tak uhynuly na tuto nemoc miliony netopýrů požírajících hmyz, ve 34 amerických státech a sedmi kanadských provinciích.
P. destructans se běžně také vyskytuje u netopýrů v Evropě, ale nejsou s tím spojena taková masová úmrtí (kromě Ruska), jelikož houba pochází pravděpodobně z Evropy a tak jsou na ni evropští netopýři lépe přizpůsobení, avšak do Ameriky byla pravděpodobně zavlečena, a proto tam působí tak rozsáhlé potíže. V Evropě se houba tedy vyskytuje v 15 zemích (ve Francii, Portugalsku, Belgii, Spojeném království, Nizozemsku, Německu, Švýcarsku, Rakousku, Slovensku, Polsku, Maďarsku, Česku, Lucembursku, Dánsku a Rumunsku).
Další výskyt je také popsán na Ukrajině, Estonsku a Turecku.

## Patogen
V roce 2008 vědci úspěšně izolovali a kultivovali houbu způsobující WNS a následující rok ji identifikovali jako nový druh, Geomyces destructans. Následná genetická analýza organismu a srovnání s blízce příbuznými houbami, odhalila vysoký stupeň podobnosti s houbami rodu Pseudogymnoascus, což mělo za následek reklasifikaci a přejmenování nově identifikovaného organismu. Jeho původ však zůstal nejasný.
To že netopýři v Evropě (kromě Ruska) neumírají tak často na infekci způsobenou P. destructans naznačuje, jak už bylo zmíněno, že její přítomnost v této části světa předcházela přítomnosti v Severní Americe. Tuto hypotézu podpořily analýzy genetických variací izolátů P. destructans shromážděných od evropských a severoamerických netopýrů. Mezi evropskými netopýry vykazovaly izoláty P. destructans obrovskou genetickou rozmanitost na základě zeměpisné polohy, což naznačuje dlouhodobou přítomnost v Evropě. Naproti tomu izoláty ze severoamerických netopýrů vykazovaly relativně omezenou genetickou rozmanitost, což naznačuje zavlečení houby do Severní Ameriky a následné rozšíření od původního místa zavedení. Z toho vyplývá, že P. destructans byl do Severní Ameriky přivezen z Evropy, pravděpodobně s pomocí lidí, protože netopýři nemigrují mezi těmito dvěma kontinenty.

### Přenos patogenu
P. destructans je psychrofilní a roste optimálně při teplotách mezi 4 a 15 °C (39,2 a 59 °F) s vlhkostí 90 procent nebo vyšší, přibližně stejným teplotním a vlhkostním rozsahem jako bývá v zimovištích. Netopýři se zdají být nejvíce náchylní k infekci během strnulosti a hibernace a to nejen z důvodu jejich blízkosti k patogenu, ale také proto, že jejich imunitní systém a jejich metabolismus jsou výrazně zpomaleny. Navíc, ačkoli přesný způsob přenosu není znám, předpokládá se, že P. destructans se přenáší na netopýry, když přijdou do kontaktu s houbou v jeskynním prostředí. Houba může být také přenášena fyzickým kontaktem mezi netopýry a pravděpodobně se může dokonce přenášet mezi netopýry a jinými zvířaty, včetně lidí. Taková přenositelnost naznačuje, že se houba může rychle šířit do nových oblastí, prostřednictvím denních a sezónních pohybů netopýrů, včetně migrace na dlouhé vzdálenosti.

### Vliv na netopýra
P. destructans je jedinečný mezi houbovými kožními patogeny pro svou schopnost pronikat povrchovými vrstvami kůže a napadat podkožní tkáně, včetně pojivové tkáně. Důkazy o infekci jsou nejvíce viditelné na membráně pokrývající křídla, kde penetrace houbových hyf tenkými kožními vrstvami vytváří viditelné eroze (malé pohárkovité léze), které obsahují významnou plísňovou biomasu, včetně konidií. Pod erozemi může houba zasahovat do specializovaných pojivových tkání křídla, kde může způsobit významné funkční poškození, narušit pružnost křídla, pevnost v tahu, tón a také ovlivnit oběh a výměnu dýchacích plynů přes membránu křídla.
Zdá se, že proces napadení houbami v kůži vyvolává fyziologické změny, které netopýry opakovaně probouzejí z hibernace, čímž narušují termoregulaci a způsobují, že netopýři spalují přebytečnou energii, aby zůstaly v teple. Dalším projevem je taká častá dehydratace netopýrů, jelikož přes poškozenou epidermis křídel se odpařuje více vody. Důsledkem je, že netopýři s rozsáhlým poškozením křídel a vyčerpáním tukových zásob nakonec uhynou. Zatímco některé uhynulé oběti padají na podlahu, u jiných bylo zjištěno, že se stále drží na stěnách jeskyně. V ostatních případech se u netopýrů může projevit neobvyklé chování, například opuštění stanoviště během zimního období při hledání potravy a vody a častá smrt krátce poté od hladu, dehydratace nebo chladu. Ovlivnění netopýři, kteří přežijí zimu, mohou trpět sníženou účinností létání, což může ovlivnit hledání potravy a reprodukční úspěch. Někteří infikovaní přeživší pak ještě podlehnou zánětlivému syndromu imunitní rekonstituci, při kterém imunitní systém reaguje na zbývající infekci ohromnou zánětlivou odpovědí, která značně poškozuje tkáně křídla a vede k smrti.
Dalším vliv má WNS u netopýra na velikost zimujících kolonií. Než se WNS objevil v Severní Americe, byli zde kolonie zimujících netopýru zhruba 10× větší než u podobných druhů v Evropě (mimo Ruska). Po rozšíření WNS v Americe , není mezi velikostmi kolonií významný rozdíl.

### Vliv vitamínu B2
Během hibernace vstupují netopýři do hypometabolického a hypoperfúzního stavu, kdy tkáně vykazují nízkou hladinu kyslíku. Za těchto podmínek se hůř odbourávají některé látky, například flavin vytvářený houbou, což při nedostatku vylučování vede k jejich hyperkumulaci. Po reperfuzi kyslík reaguje s riboflavinem, což má za následek dramatickou patologii po vzrušení.
Ukázalo se, že nadprodukce riboflavinu houbovým patogenem a jeho hyperakumulace v postižené hostitelské tkáni netopýra zhoršuje kožní infekci někdy až do stádia nekrózy. Průměrná koncentrace riboflavinu na lézi způsobené houbou se pohybuje od 54 do 141 μg ml–1. Při hodnotách okolo koncentrace 200 μg ml–1 způsobuje u netopýra nekrózu. Maximální naměřená koncentrace riboflavinu v kožní lézi dosahovala až k 815 μg ml–1.

#### Průkaz
Pomocí fluorescenčního mikroskopu se zjistila v tkáních přítomnost lumichromu, který je produktem degradace riboflavinu. Při zabránění modifikace riboflavinu na lumichor se po 12 týdnech na kultivované kapalině ukázalo že patogení druh P. destructans produkoval riboflavin v koncentracích až 37 μg ml–1 zatímco nepatogenní Pseudogymnoascus spp. kmeny produkovaly maximálně 4 μg ml–1. Následný vliv na virulenci byl ověřen pokusy. Například při koncentraci riboflavinu 200 μg ml−1 bylo patrné oddělení fibroblastů, změna tvarů mitochondrií na útvary podobné vezikulům, ztráta membránového potenciálu a tím pádem vyčerpání adenosintrifosfátu u netopýra. U některých netopýrů na to nevznikla žádná imunitní odpověď ale u některých nastala zánětlivá odpověď infiltrací neutrofil.

### Vliv leptinu a dalších hormonů
Lipostatický hormon leptin má vliv na zimní energetickou rovnováhu a tloustnutí netopýrů na podzim před hibernací. Netopýři na podzim vstupují do leptinové rezistence, což narušuje schopnost leptinu potlačovat chuť k jídlu a schopnost stimulovat energetický výdej, což vede k tloustnutí netopýrů. Prokazuje se, že netopýři kteří mají lepší leptinovou rezistenci a tím pádem větší tukové zásoby, mají větší šanci, že zvýšenému vzrušení spojenému s WNS během hibernace nepodlehnou.
Předpokládá se, že i další hormony jako glukokortikoidy, androgeny, melatonin, hormony štítné žlázy a vasopresin by mohly mít vliv na energetickou a tekutinovou rovnováhu, nebo i na regulaci tělesné teploty.

## Výskyt
Mezi první druhy v Severní Americe, u kterých byl zjištěn syndrom bílého nosu, patřil netopýr hnědavý (Myotis lucifugus), ohrožený netopýr společenský (M.sodalis) a netopýr hnědý (Eptesicus fuscus). Toto onemocnění bylo od té doby zjištěno i u jiných druhů, z nichž některé jsou ohroženy.
Více než 20 druhů netopýrů nalezených v sousedících Spojených státech a Kanadě přezimuje, a proto je pravděpodobné, že by se u nich syndromu bílého nosu mohl v budoucnu objevit.
V Evropě je výskyt zdokumentován u druhů: M. dasycneme, M. mystacinus, M. blythii, M. daubentonii, M. brandtii, M. emarginatus, M. nattereri, M. bechsteinii a M. escalerai / sp. Nejčastějsím druhem infikovaným v Evropě je M. myotis a to až v 66% případů.

## Preference stanovišť
Podle studie výzkumníků na Virginia Tech bylo zjištěno, že netopýři zimující na teplejších stanovištích jsou zasaženi nemocí víc, než netopýři zimující na studenějších stanovištích. Je to způsobeno tím že u nich houba roste rychleji a častěji na kůži a je u nich tím pádem pravděpodobnější, že onemocnění podlehnou. Avšak místo toho, aby se netopýři teplým zimovištím vyhýbali, používají je rok co rok. Netopýři tak mylně preferují místa, která jsou pro ně méně výhodná. Jedná se tak o jeden z prvních jasných příkladů infekční choroby, která vytváří takzvanou „ekologickou past“ pro volně žijící živočichy. Od roku 2012 byla prováděna studie na netopýrech hnědavých (Myotis lucifugus) v Michiganu a Wisconsinu a bylo zkoumáno, zda netopýři mění své preference v různých zimovištích nebo v částech zimoviště v reakci na invazi syndromu bílého nosu. Ukázalo se že více než 50 procent se rozhodlo zimovat v teplejších zimovištích, nebo oblastech zimoviště i když měli k dispozici chladnější. V současnosti se tedy diskutuje, jak se získanými informacemi naložit. Uvažovalo se o uzavření nepříznivých stanovišť, což by ale mělo dopad na některé z jiných druhů netopýrů a tak se přistupuje k úpravě vchodů do zimovišť, tak, aby v nich byly chladnější podmínky. Teplota však není jediným aspektem mikroklimatu který působí na růst houby, vlhkost také hraje nezanedbatelnou roli. Avšak měření vlhkosti v zimovištích není snadné, a tak se zatím přesný vliv vlhkosti na růst houby jen odhaduje.

## Behaviorální adaptace
V reakci na WNS byli v roce 2012 u netopýrů objeveny částečné adaptace na onemocnění. Například netopýři se v postižených jeskyních v průběhu hibernace méně shlukovali nebo hibernovali samotářsky, což sice zvýšilo energetickou náročnost přezimování, ale zároveň to vedlo k nižšímu šíření houby. Dalším jevem bylo postupné snižování reakce na vzrušení u postižených netopýrů. Tento jev lze označit jako takzvané „nemocenské chování“, což je koordinovaná reakce na infekci, je charakteristická částečnou letargií z důvodu úspory energie pro imunitní odpověď.

## Monitorování netopýrů
V roce 2015 vznikl monitorovací systém NABat (The North American Bat Monitoring Program), aby bylo možné sledování netopýrů, jejich počtů a chorob v kontinentálním měřítku. Do Program NABat je zapojeno 42 států a poskytuje spolehlivá data na podporu ochrany netopýrů. V současné době se vytvářejí další dva nové monitorovací uzly, jeden v Kalifornie a Nevadě a druhý v Arizoně a Novém Mexiku.

## Dopady a řízení nákazy
Několik druhů, u kterých byl zjištěn syndrom bílého nosu, již byli zařazeny na seznam ohrožených druhů, jelikož jejich populace byli značně zdecimovány. Navíc, protože mnoho severoamerických netopýrů je hmyzožravých, mohla by ztráta netopýrů vést ke zvýšenému počtu hmyzu, což by mohlo ovlivnit zdraví lesů a zemědělství i lidské zdraví.
Identifikaci způsobu, jak co nejlépe řídit šíření P. destructans, není snadná, jelikož sedimenty z infikovaných jeskyní naznačují, že v nich je přítomen patogen, tudíž je v zimovištích přirozený rezervoár P. destructans, což vede k neúčinnosti léčby choroby metodami, jako je utracení infikovaných netopýrů. V roce 2013 vědci uvedli vývoj DNA testu, který byl dostatečně citlivý na detekci P. destructans ve vzorcích půdy z netopýřích zimovišť a vzorků kůže křídla od živých netopýrů. Tato technika byla mnohem citlivější než dříve používané testy a očekává se, že urychlí testování netopýrů a jeskynních substrátů na houbu, což umožní včasnou detekci a lepší kontrolu choroby.
V současné době se jeví jako nejslibnější řešení nákazy aerosolový sprej, který byl vytvořen týmem z Oregonské státní univerzity a Kalifornské univerzity a to především proto, že se zaměřuje na samotnou houbu bez toho aniž by poškozoval netopýry, jejich zimoviště nebo jiné organismy. Dalším slibným řešením je také nápad Dr. Jorge Ortega z Národního polytechnického institutu v Mexiku, který navrhl proočkování populace netopýrů a jejich následnou imunizaci proti patogenu.